# Anaclasis - A Haunting Gospel Of Malice & Hatred
«Anaclasis - A Haunting Gospel Of Malice & Hatred» — п'ятий студійний альбом Hate виданий 2005 року.

## Опис
| Інформація про композиції | Інформація про композиції             | Інформація про композиції |
| #                         | Назва                                 | Тривалість                |
| ------------------------- | ------------------------------------- | ------------------------- |
| 1.                        | «Anaclasis»                           | 04:47                     |
| 2.                        | «Necropolis»                          | 03:40                     |
| 3.                        | «Hex»                                 | 04:04                     |
| 4.                        | «Malediction»                         | 04:18                     |
| 5.                        | «Euphoria of the New Breed»           | 04:07                     |
| 6.                        | «Razorblade»                          | 03:19                     |
| 7.                        | «Immortality»                         | 04:41                     |
| 8.                        | «Fountains of Blood to Reach Heavens» | 06:52                     |
| 35:48                     |                                       |                           |

## Склад на момент запису
- Адам «The First Sinner» Бушко — вокал, гітари, тексти
- Капріан «Cyprian» Конадор — бас
- Даріуш «Hellrizer» Заборовськи — ударні